# Jakob Friedrich Fries
Jakob Friedrich Fries (23. srpna 1773 – 10. srpna 1843) byl německý postkantovský filozof.

## Život
Jakob Friedrich Fries se narodil 23. srpna 1773 v Barby v Sasku-Anhaltsku. Mezi lety 1778 a 1789 se vzdělával v Niesky, v letech 1789–1793 v rodném Barby a poté až do roku 1795 na teologickém semináři znovu v Niesky. Následně dva roky studoval teologii a filozofii na Lipské univerzitě, dokud v roce 1797 neodešel na univerzitu v Jeně, kde mimo jiné navštěvoval přednášky Johanna Gottlieba Fichteho a věnoval se přírodním vědám. Mezi lety 1798 a 1800 pracoval jako soukromý učitel ve Švýcarsku. Roku 1801 se v Jeně stal doktorem filozofie a téhož roku zde habilitoval. O pět let později získal profesuru na univerzitě v Heidelbergu. Seznámil se zde filosofem Friedrichem Heinrichem Jacobim.
V roce 1816 se Fries přestěhoval zpět do Jeny, kde byl jmenován profesorem. Zahájil tehdy tažení proti idealismu a romantismu. Svými silnými uniostickými a liberálními názory dal impuls pro vydání takzvaných Karlovarských usnesení z roku 1819 namířených proti německých liberálním hnutím. V souvislosti tím byl téhož roku křivě obviněn ze spolupráce na vraždě konzervativního spisovatele Augusta von Kotzebue, kterého zabil Friesův student Karl Ludwig Sand. Fries byl zbaven všech titulů a bylo mu zakázáno přednášet. Rehabilitován byl sice už roku 1824, ale definitivně mu bylo umožněno přednášet až v roce 1838. Zemřel roku 1843.

## Myšlenky
Jakob Friedrich Fries odsoudil myšlení německého idealismu (Fichteho, Schellinga a Hegela) a sám se vydal cestou postkantovského psychologismu. Zastával totiž názor, že základem filozofie je psychologická analýza vědomí. Na rozdíl od Kanta apriorní formy lidského myšlení nehledal pomocí logiky, nýbrž introspekcí, tedy vnitřní zkušeností. Domníval se, že jakékoli vědomé rozumové reflexi vždy předchází okamžitá jistota založená na víře, která podmiňuje veškeré lidské poznání. Lidská mysl dle něj má tendenci věřit především ve věčnou podstatu věcí. Z toho vyvodil, že rozum spočívá v absolutní a podvědomě dané jednotě. De facto se pokusil skloubit Kantovu kritiku poznání s filozofií víry již zmíněného Friedricha Heinricha Jacobiho. Své názory na Kantovo bádání shrnul do díla Nová kritika rozumu.